# Eugène Turpin
François Eugène Turpin (París, 30 de septiembre de 1848 – Pontoise, 24 de enero de 1927) fue un químico francés en la investigación de nuevos explosivos.

## Biografía
En 1881 Turpin propuso una clase de explosivo basado en una mezcla de un combustible adecuado como oxidante de tetróxido de dinitrógeno.
En 1885, basada en la investigación de Hermann Sprengel, Turpin patentó el uso de prensado y fundido de ácido pícrico en cartuchos. En 1887 el gobierno francés adoptó bajo el nombre de melinita y desde 1888, Gran Bretaña comenzó a fabricar una mezcla muy similar en Lydd, Kent, bajo el nombre de 'Lidita y Japón siguió con una fórmula mejorada.